# Аманмырадов, Нурберди Аманмурадович
Аманмурадов Нурберди Аманмурадович (туркм. Amanmyradow Nurberdi Amanmyradowiç) — туркменский дипломат. С 2010 года и по 2020 год являлся Чрезвычайным и Полномочным Послом Туркменистана на Украине и Молдове.

## Биография
До 27 сентября 2004 года был Генеральным консулом Туркменистана в Стамбуле.
С 27 сентября 2004 присвоен дипломатический ранг Чрезвычайного и Полномочного Посла Туркменистана и был назначен Чрезвычайным и Полномочным Посол Туркменистана в Турции. С сентября 2008 года по совместительству Чрезвычайный и Полномочный Посол Туркменистана в Израиле. Проработал до апреля 2009 года.
С апреля 2009 по март 2010 года Чрезвычайный и Полномочный Посол Туркменистана в Таджикистане.
С марта 2010 года Чрезвычайный и Полномочный Посол Туркменистана на Украине. 26 мая 2010 года вручил верительные грамоты Президенту Украины Виктору Януковичу.
С 15 июля 2013 года является одновременно Чрезвычайным и Полномочным Послом Туркменистана в Республике Молдова.